# فلوريان مارينو
فلوريان مارينو (بالفرنسية: Florian Marino)‏ مواليد 3 يونيو 1993 في كان، هو متسابق دراجات نارية فرنسي. نافس في بطولة العالم للسوبرسبورت.

## روابط خارجية
- فلوريان مارينو على موقع MotoGP.com (الإنجليزية)
- فلوريان مارينو على موقع WorldSBK.com (الإنجليزية)